# L'amazzone mascherata (film 1931)
L'amazzone mascherata (Riders of the Purple Sage) è un film del 1931 diretto da Hamilton MacFadden.
Il soggetto del film è tratto dal romanzo La valle delle sorprese (Riders of the Purple Sage) di Zane Grey, pubblicato a puntate nel 1912. Il romanzo fu il primo e più grande successo del popolare scrittore del Midwest.

## Trama
La famiglia del protagonista viene uccisa da un uomo. Egli parte alla ricerca dell'assassino, preparato alla vendetta all'incontro, nel corso del viaggio incontrerà molte persone con altre storie di vendetta e uccisioni.

## Produzione
Il film venne girato a Sedona, nello stato dell'Arizona, prodotto dalla Fox Film Corporation. La lavorazione del film - che, inizialmente, avrebbe dovuto intitolarsi Zane Grey's Riders of the Purple Sage - durò dal 13 luglio a metà agosto 1931.

## Citazioni e riferimenti
Dallo stesso romanzo erano stati tratti in precedenza due film: uno nel 1918 e uno nel 1925, Riders of the Purple Sage con Tom Mix. Successivamente ne venne tratto un nuovo film per il cinema nel 1941 con George Montgomery, ed un film per la TV nel 1996 con Ed Harris, Il cavaliere della vendetta (Riders of the Purple Sage).

## Distribuzione
Distribuito dalla Fox Film Corporation e presentato da William Fox, il film uscì nelle sale cinematografiche USA il 28 ottobre 1931 dopo essere stato presentato su grande schermo in prima al Roxy Theatre di New York il 25 settembre. Nello stesso anno, il 26 dicembre venne distribuito anche in Svezia con il titolo Den maskerade ryttaren. In Finlandia uscì il 28 febbraio 1932, in Portogallo il 26 giugno 1933.

### Edizione Italiana

#### Doppiaggio
Il film è noto per il doppiaggio e l'adattamento particolare, in quanto alcuni protagonisti del film mostrano un accento napoletano e romano, mentre lo sceriffo viene chiamato "maresciallo".